# Водяное (Воронежская область)
Водяное — хутор в Россошанском районе Воронежской области.
Входит в состав Алейниковского сельского поселения.

## География
На хуторе имеется одна улица — Мичурина.

## Население
| 2010 |
| ---- |
| 30   |